# 依德鲁斯·哈伦
丹斯里依德鲁斯·阿兹占·哈伦（1955年2月2日—）马来西亚资深前法律官员、曾任联邦法院大法官、马来西亚总检察长等职位。现任公共信讬有限公司（Amanah Raya）主席，以及马来西亚司法委任委员会（JAC）成员。
他自1980年加入马来西亚司法部门，期间担任多任司法要职，并于2018年成为联邦法院大法官。在汤米·汤姆斯在2020年3月希盟政府解体后辞职以后，他受委担任马来西亚总检察长直至2023年。卸任前夕，因撤销时任副首相阿末扎希的所有控状，安华政府被指包庇盟友。在他任期结束后，他受委财政部属下机构的公共信讬有限公司（Amanah Raya）的主席。隔年再获得政府提名担任司法委任委员会（JAC）成员之一

## 生平

### 早期生活和教育
依德鲁斯于1955年出生在吉打州的一个甘榜（乡村），他的父亲是一名村长，母亲是一名家庭主妇，家中有9名孩子。伊德鲁斯因早年在马来学校接受教育而被朋友称为「甘榜男孩」，而他的兄弟姐妹则在英语学校接受教育。他的弟弟阿兹哈阿兹占·哈仑曾任馬來西亞選舉委員會主席和国会下议院议长。而他的哥哥马哈迪哈伦（Mahadir Harun）是70年代末至80年代早期担任国际贸易和工业部长马哈迪·莫哈末的法律顾问。
他曾就读于Sekolah Menengah Kebangsaan Ayer Hitam (1969-1974) 和Kolej Sultan Abdul Hamid (1974-1975) 接受早期教育。随后，他在马来亚大学继续深造，于1980年取得荣誉法学士学位，之后开始了他的法律官员的职业生涯。

### 职业生涯
依德鲁斯在1980年开始他的职业生涯，此后曾担任吉隆坡高等法院高级助理书记官长、亚庇地庭法官、总检察长办公室副检察官、登嘉楼州法律顾问、反贪腐机构高级法律联合会 (ACA) 和马来西亚选举委员会的法律顾问。他也曾担任马来西亚公司注册处（Pendaftar Syarikat）的处长（1998-2002年），并在总检察署担任咨询和国际部门负责人以及议会立法者（2004-2006年），之后成为副检察长（2006-2014年）。 除了担任纳闽金融服务管理局（Labuan FSA）、证券委员会和外国投资委员会（FIC）的董事会成员外，依德鲁斯还是马来西亚公司委员会（SSM）的成员（自2002年4月起）。 他是马来西亚-泰国联合管理局（MTJA）、公共服务退休基金（KWAP）和国家高等教育基金局（PTPTN）的董事会成员。在2014年至2018年期间，他因一个马来西亚发展有限公司丑闻（1MDB）被时任总检察长莫哈末阿班迪阿里边缘化，他在总检察署的工作改为调任为上诉法院法官。
2018年马来西亚大选由希望聯盟新政府上台执政后，重办一马公司案。同年5月14日，首相马哈迪·莫哈末勒令过去曾宣告前首相纳吉·阿都拉萨在一马公司案清白的总检察长莫哈末阿班迪阿里休假，并试图革除他的职位。希盟后续就新任总检察长的人选与马来统治者理事会进入僵局。在汤米·汤姆斯被选为总检察长之前，伊德鲁斯也是总检察长的潜在候选人之一。前联邦法院法官哥巴斯里南极力推荐当时是上诉法院法官的依德鲁斯为新任总检察长人选，表评他对总检察长办公室的运作非常熟悉，但因为1MDB的政治阴谋中被边缘化，并进入他非常陌生的上诉法院工作。

### 联邦法院大法官（2018-2020）
2018年11月28日，依德鲁斯被任命为联邦法院法官，他作为联邦法院法官期间参与了许多具有里程碑意义的裁决。
2019年4月10日，他在联邦法院参与了驳回前首相纳吉·阿都拉萨就SRC国际公司案件的指控提出四项上诉中的三项，纳吉被驳回的上诉申请包括禁止媒体和公众议论案情，同时也不可索取额外文件。
同年9月，砂拉越两个村庄的伊班族要求司法复核他们的传统土地权利在该州没有法律效力，依德鲁斯是5名审理的法官成员之一，最终除了沙巴和砂拉越法官黄达华反对之外，其余4名法官同意维持砂州土地不具法律效力的判决。
他也是马来西亚首次由9名法官组成的「超级法官团」的成员之一，此前，在联邦法院审理此类案件的成员最多为7人。案件是2019年国家银行伊斯兰咨询委员会（SAC）关于伊斯兰金融的任何决定都符合宪法并对民事法庭具有约束力的裁定。尽管包括他在内的少数派对5-4的微弱优势的裁决持反对意见，认为SAC的裁决使它可以不受任何制衡，并对法院具有约束力，篡夺了法院的司法职能。
他参与另一宗具有里程碑意义的案件始于2012年国民登记局（NRD）拒绝一对外国妇女与本地公民的非婚生穆斯林孩子不可冠上父姓的判决，而在2017年获得上诉法院批准司法复核，最终在2020年以4-3裁定维持原判的4名联邦法官之一，另外投下赞成票的3名法官为罗哈娜·优素法、阿查哈·莫哈末（Azahar Mohamed）和莫哈末·扎瓦威（Mohd Zawawi Salleh）。此案也是马来西亚非穆斯林孩子不可冠夫姓的标志性案例。

### 总检察长（2020至2023年）
2020年马来西亚政治危机期间，希盟政府发生重大的变故，也影响了司法机构的人事变动。时任总检察长汤米·汤姆斯在2月28日向过渡首相马哈迪·莫哈末请辞，他的合约任期还有3个月才到期。3月6日，伊德鲁斯被任命接替汤米汤姆斯的职位，在布城司法宫的仪式上担任第11任总检察长，任期为两年，即日起生效。他在担任总检察长不久的知名事件，是在同年6月16日亲自入禀联邦法院起诉《当今大马》读者留言藐视法庭，引起了社会担忧对讨论公共利益的问题所产生的寒蝉效应。《当今大马》最终藐视法庭罪名成立，被罚款50万令吉。其后，伊德鲁斯领导的总检察署面对各种司法不当的指控，引起国际与国内社会的诟病，也是导致连续3年（2020-2022）马来西亚贪污印象指数（CPI）下降的原因之一，也有观点认为是政府缺乏改革反贪污机构的政治意愿。
2022年3月4日，伊德鲁斯因委任合约到期即将卸任之际，没有确认他的任期是延长的消息，引起舆论的注意。而有接近消息人士以及法律界的消息人士透露，在数名资深律师获聘担任此职位被拒绝后，伊德鲁斯将在隔日签署延长合约的消息，但掌管国会及法律事务的首相署部长旺朱乃迪对此事守口如瓶，引起在野党与法律公会非议国阵政府在任命总检察长职位时，委任过程并不透明的声浪。直到3月8日，政府首席秘书莫哈末祖基阿里（Mohd Zuki Ali）才发表文告，伊德鲁斯的任期从3月6日起再延长一年，继续担任总检察长一职。
2022年马来西亚大选结束后，关于取代伊德鲁斯的新任人选受到关注。一位政府消息人士向外界透露称，若伊德鲁斯将被替换，他打算不履行明年3月才到期的剩余服务合约。而在新任首相安华·依布拉欣向国家元首建议任命下一任总检察长之前，已将3名在职法官的人选名单提交至首相办公室。2023年2月8日，安华在内阁记者会上被问及政府是否决定了接棒的人选时，他表示新任总检察长人选还在讨论中。3月3日，政府首席秘书莫哈末祖基阿里正式宣布，在获得国家元首的批准下，伊德鲁斯再次获委任为总检察长，任期6个月。他的任期自3月6日起生效。
2023年9月4日，伊德鲁斯卸任前两天，总检察署撤销了副首相阿末扎希所涉及的健康思维基金会贪污案，共47项控状。最终高庭裁决“释放但不等于无罪”，引发关于安华政府包庇扎希的巨大争议。
一个月后，马来西亚公共信讬有限公司（Amanah Raya）宣布委任伊德鲁斯担任主席职务，自10月10日起效。
2024年11月18日，马来西亚司法委任委员会（JAC）宣布，伊德鲁斯·哈伦获得首相安华·依布拉欣任命为该委员会（JAC）9名成员之一，该任命于本月生效，直至于2026年10月31日结束。伊德鲁斯任命之前，JAC因为由9名成员组成的委员会中有5个职位空缺，导致其无法达到召开会议所需的最低5名法定人数。

## 争议
伊德鲁斯担任总检察长期间，面对各种不同的指控，包括有罪不罚、撤消检控、滥用职权和选择性提控的批评。

### 撤消罪状
国际透明组织马来西亚主席莫哈末·莫汉 (Muhammad Mohan) 在2022年介绍该组织的贪污印象指数指数（CPI）时提及「总检察署经常在没有明确澄清的情况下，对知名人士裁定无罪释放或释放不等于无罪造成负面形象」的理由，是导致马来西亚CPI下降的部分原因。

#### 撤消里扎阿兹控状
里扎阿兹是马来西亚第6任首相纳吉·阿都拉萨的继子，也是一名电影制作人，他参与的知名作品是好莱坞的「华尔街之狼」的制作，因涉及一马公司案而被检控。
2020年5月14日，总检察署与里扎阿兹达成和解协议，后者只需归还數百萬令吉就可以获得假释，同时檢方也要歸還里扎阿兹繳付的100萬令吉保釋金和结束对他的起诉。里扎阿兹后来成为1MDB的控方证人。总检察署与里扎阿兹达成的协议内容引起了争议，因为依德鲁斯发文告表明，他是根据前总检察长汤米·汤姆斯「原则上」同意里扎阿兹和解条款的建议后，而采取让里扎支付罚款后获释的决定。
不过汤米汤姆斯本人则坚持否认有关同意政府撤销里扎阿茲洗黑钱的控状。

#### 撤消慕沙阿曼控状
慕沙阿曼曾是沙巴首席部长（2003-2018），也曾任沙巴财政部长和沙巴巫统主席，因涉及伐木特许经营权的贪污及洗黑钱罪状而被检控。
2020年6月8日，慕沙阿曼面对的46项伐木特许经营权贪污及洗黑钱控状获得吉隆坡高等法院宣判无罪释放。总检察长依德鲁斯表示，他是根据2011年时任总检察长阿都干尼·巴代在支持撤消慕沙阿曼所面对控罪的宣誓书和研究现有案件及证据后，发现香港银行的文件不足，以及一些证人无法出庭的情况下，在与检察和调查小组进行了讨论后决定撤回慕沙阿曼的所有控罪。
前任总检察长阿都干尼·巴代拒绝就他支持撤消慕沙阿曼贪污及洗钱的宣誓书作进一步评论，只是简短表明他已不在相关部门任职。沙巴民兴党首席部长沙菲益阿达随后对此放话，表示沙巴政府不会就此罢休，会采取行动以追讨回原属州政府的利益。

#### 撤消阿末马斯兰的控状
阿末马斯兰是时任巫统笨珍国会议员，因涉及没向内陆税收局申报从前首相纳吉·阿都拉萨获得200万令吉的洗黑钱罪状，以及向反贪污委员会提供假口供罪状而被检控。
2021年9月29日，阿末马斯兰在缴付110万令吉的罚款后，吉隆坡高等法院宣判他无罪释放。而总检察署也提出了撤销对他的控状和不再以相同罪名提控的申请，但要求阿末马斯兰在2项控状中释放不等于无罪。
总检察署撤销继续提控阿末马斯兰的申请和判决结果立刻引起了社会诟病。在野党希盟最高中央理事会发表联合声明，敦促伊德鲁斯是否对可以通过支付一笔费用来撤销刑事案件的判决提供解释，因为起诉的权力完全取决于总检察长。联合声明也强调，这项新趋势明显违背了正义不仅要伸张，而且必须要众人面前彰显的原则。

#### 撤销世霸动力高层的提控
马来西亚石油与天然气上市公司世霸动力（SERBADK）及4名高层人士因涉嫌向马来西亚股票交易所发表虚假陈述，而被马来西亚证券监督委员会（SC）起诉。
2022年3月21日，世霸动力向总检察署提交了一封日期为3月17日的陈述书后，总检察署决定撤销指控，以及向证券委员会提出和解建议。最终，世霸动力及4名高层人士被马来西亚证券委员会开出合计1600万令吉的传票罚款，作为向马来西亚交易所提交虚假陈述的惩罚。同时总检察署也撤销对该公司的检控工作。
伊德鲁斯在5月13日的声明中解释，对世霸动力和4名高层的指控所提呈的证据都是间接性的，撤销检控可以避免对经济的影响和漫长的审判过程，因此罚款最符合公众利益的做法。依德鲁斯也认为，由于检控的经济后果，不应该对世霸动力提起刑事诉讼，他也称相关犯罪行为未有比指控所带来的经济后果来得严重。但是，有关声明没有详细说明4名高层人士提交虚假陈述的指控无罪释放的理由，引起舆论批评的声浪。

### 被指违抗国家元首谕令
伊德鲁斯担任总检察长期间有两次被指控违抗国家元首谕令的事件，被视为个人立场偏袒执政党。
第1次是2021年6月国盟政权爆发宪政危机之时，国家皇宫发表谕令，希望国会能迅速召开，伊德鲁斯认为国家元首除听取内阁建议外并无其他权力，惹来朝野批评其侮辱君王。国家元首随后在7月罕见地发表文告对国盟政府未御准撤紧急条例的不满，引发巫统宣布撤回对国盟政权的支持，希望联盟呼吁慕尤丁辞职的声浪。伊德鲁斯再次援引宪法43(2)（a）条文下，否定当时有任何实据，证明慕尤丁不获国会下议院的多数支持，再被指是偏袒一方。
第2次是同年9月再爆发的宪政波澜，新任首相依斯迈沙比里被国家元首谕令新首相就任后必须接受议会的不信任动议的考验。依德鲁斯力排异议，他认为首相依斯迈沙比里已经证明自己获得大多数国会议员支持，国会复会时不必接受信任动议的考验，再次引起批评总检察长违背国家元首的谕令和君主立宪制的议会民主制度的精神。

### 其它
- 2022年6月5日，民主行动党士布爹国会议员郭素沁在国会上揭露，总检察署动用国家资源委任高级联邦律师介入一宗2021年「女中学生举报男教师开强奸玩笑」的双方互相指控对方诽谤的诉讼不合规矩，而为男教师提供法律援助的举动也引起了社会诟病和抗议，促请依德鲁斯撤回政府介入女中学生及其父亲的私人诉讼的决定[53]。最终总检察署撤回委任律师为男教师辩护的决定，不过委任律师为案件校长和教育局提供法律援助的决定不变[54]。
- 2022年7月16日，依德鲁斯证实较早前被媒体揭露因1MDB丑闻逃亡海外的商人刘特佐试图与大马政府谈判并寻求和解，但被总检察署拒绝对方所提出的和解献议的报导。在野党议员质疑为何总检察署还愿意和诈骗犯及通缉犯打交道，而不是全力追捕，要求总检察署作出解释[55]。

## 封衔
- 马来西亚 :
  -  报国将领荣誉勋章 (PJN) – 拿督 (2007)[56]
  -  效忠领袖勋章 (PSM) – 丹斯里 (2014)
  -  护国领袖勋章 (PMN)  – 丹斯里 (2020)[57][58]
- 彭亨 :
  -  彭亨王冠斯里勋章 (SIMP) – 拿督 (2008)[59]
  -  苏丹阿末沙效忠斯里勋章 (SSAP) – 拿督斯里 (2013)
- 登嘉樓 :
  -  登嘉楼王冠拿督勋章 (DPMT) – 拿督 (1997)
  -  登嘉楼王冠斯里勋章 (SPMT) – 拿督斯里 (2014)[60]
- 吉打 :
  -  吉打皇家效忠拿督勋章 (DSDK) – 拿督' (2007)